# 松皮
松皮（法語：Soumpi），是馬里的城鎮，位於該國北部，由通布圖區的尼亞豐凱省負責管轄，面積1,505平方公里，海拔高度266米，2009年人口16,590，人口密度每平方公里11人。